# Premi Muriel Casals de Comunicació
El premi Muriel Casals de Comunicació –que fins al 2016 s'anomenava Premi Òmnium de Comunicació– es lliura anualment en el marc de la Nit de Santa Llúcia. És un esdeveniment artístic organitzat per Òmnium Cultural, en el transcurs del qual es lliuren diferents premis de les lletres catalanes.
Aquest premi recull l'herència dels antics premis Òmnium a programes de ràdio i de televisió, i el seu objectiu és valorar i donar a conèixer els esforços que fan els professionals del sector per prestigiar l'ús de la llengua i projectar la cultura dels Països Catalans.

## Palmarès

### Premi Òmnium de Ràdio i Televisió
- 1980. Punt de vista. Manuel Pont i Bosch
- 1980. Lliçons de català. Rosa Victòria Gras
- 1981. No adjudicat -ràdio-
- 1981. Líders. Montserrat Roig
- 1982. Plaça Major. Josep Maria Martí
- 1982. Dièresi. Xavier Bru de Sala
- 1982. Memòria popular. Salvador Alsius
- 1983. Pati de lletres. Josep Miquel Servià
- 1983. Vostè pregunta. Joaquim Maria Puyal
- 1984. Ui, avui!. Jordi Janer i Teresa Duran
- 1984. Telenotícies. Equip informatiu de Televisió de Catalunya
- 1985. Curar-se en salut. Josep del Hoyo
- 1986. Fil directe. Sílvia Cóppulo
- 1986. Parlem-ne. Joan Lluch
- 1986. Vostè jutja. Joaquim Maria Puyal
- 1987. Antena marinera. Joan Grau
- 1987. Informatius migdia. Jordi Llonch i Enric Juliana
- 1988. El matí. Josep Cuní
- 1988. Crònica 3. Vicenç Villatoro
- 1989. Serveis informatius en català. Ràdio Barcelona
- 1989. Mediterrània. Ramon Folch i Guillén
- 1990. L'orquestra. Catalunya Ràdio. Jordi Vendrell
- 1990. 30 minuts. Joan Salvat, Televisió de Catalunya
- 1991. Futbol en català. Joaquim Maria Puyal i Ortiga, Catalunya Ràdio
- 1991. Com a casa. Mari Pau Huguet* 1992. Al pas de la tarda. Montserrat Minobis, Ràdio 4
- 1992. Literal. Raimon Pelegero, Televisió Espanyola Catalunya - TVE2
- 1993. El suplement. Xavier Solà, Catalunya Ràdio
- 1993. Persones Humanes. Miquel Calçada “Mikimoto”, Televisió de Catalunya
- 1994. Sal mediterrània. Jordi Margarit, Catalunya Ràdio
- 1994. Ciutadans. Presentat per Joan Úbeda i Francesc Escribano, Televisió de Catalunya
- 1995. El Terrat. Ràdio Barcelona
- 1995. Classificació ACR. Televisió de Catalunya
- 1996. Postres de músic. Josep Maria Solé i Sabaté, Catalunya Ràdio.
- 1996. Giravolt. Dirigit per Magda Sampere i presentat i sotsdirigit per Rosa M. Molló, Televisió Espanyola Catalunya - TVE2
- 1997. Babel. Claudi Puchades, Catalunya Ràdio
- 1997. Fes-te festa. Jesús Ventura, Ràdio 4
- 1997. Avisa'ns quan arribi el 2000. Jordi Beltran i Albert Vinyoli, Televisió de Catalunya
- 1998. El matí de Catalunya Ràdio. Antoni Bassas
- 1998. Club Súper 3. Televisió de Catalunya
- 1999. Els viatgers de la gran anaconda. Toni Arbonés, Catalunya Ràdio
- 1999. Plats bruts. Oriol Grau (direcció artística), Televisió de Catalunya
- 2000. Música sense fronteres. Jordi Roura i Llauradó i Gemma Moncunill, Ràdio 4
- 2000. Catalunya avui. Núria Garrido i Montse Tejera, Televisió Espanyola - TVE2
- 2001. Trenquem el cuc. Ràdio Olot-Ona Catalana
- 2001. La Catalunya del mar. Televisió Espanyola - TVE2
- 2002. En guàrdia. Enric Calpena, Catalunya Ràdio
- 2002. El meu avi. Media-Pro, Televisió de Catalunya
- 2003. Dies de Ràdio. Elisenda Roca, COM Ràdio
- 2003. El cor de la ciutat. Televisió de Catalunya
- 2004. Minoria absoluta. Toni Soler, RAC 1
- 2004. Saló de lectura. Emili Manzano, Barcelona Televisió
- 2005. Ràdio Flaixbac
- 2005. La nit al dia. Mònica Terribas, Televisió de Catalunya
- 2006. Força esports. Santi Carreras
- 2006. Amb ulls de dona. Sílvia Cóppulo, TVE Catalunya
- 2007. Tarda Tardà. Jordi Tardà, Catalunya Ràdio
- 2007. El temps del Picó. Alfred Rodríguez Picó, Barcelona TV
- 2008. Versió RAC 1. Toni Clapés i Santi Nolla
- 2008. Afers exteriors. Miquel Calçada
- 2009. El crepuscle encén estels. Pere Estelrich, IB3 Ràdio
- 2009. Els matins. Josep Cuní i Ariadna Oltra

### Premi Òmnium de Comunicació
L'any 2009 es fa la darrera edició dels premis de Ràdio i Televisió, que Òmnium substitueix pels premis Òmnium de Comunicació.
- 2010. Lliurat ex aequo al diari electrònic VilaWeb (Vicent Partal i Assumpció Maresma) i al documental Adéu, Espanya? (Dolors Genovès i la direcció de Televisió de Catalunya)
- 2011. Club Súper 3. Televisió de Catalunya
- 2012. El món a RAC 1
- 2013. Jordi Évole
- 2014. 30 minuts[3]
- 2015. Quèquicom. Televisió de Catalunya[4]
- 2016. Revista Enderrock

### Premi Muriel Casals de Comunicació
L'any 2017 pren el nom de la que va ser presidenta d'Òmnium en honor seu.
- 2017. Redacció d'Informatius de TV3
- 2018. Jaume Roures i Tatxo Benet
- 2019. Redacció d'Informatius de Betevé[6]
- 2020. On són les dones?[7]
- 2021. Filmin[8]
- 2022. Manel Alías[9]
- 2023. Cavall Fort[10]
- 2024. Xavier Giró[11]